# میرزا ابوالفضل گلپایگانی

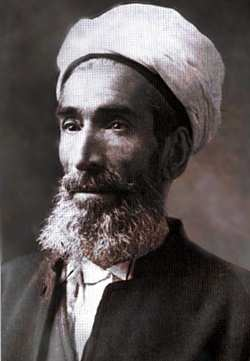
میرزا ابوالفضل گلپایگانی

میرزا محمد یا میرزا ابوالفضل گلپایگانی (۱۸۴۴–۱۹۱۴)، برجسته‌ترین دانش‌پژوه بهائی بود که به گسترش دیانت بهائی در مصر، ترکمنستان و ایالات متحده کمک کرد. او یکی از معدود حواریون بهاءالله است که هرگز بهاءالله را ملاقات نکرد. نام او محمد بود و او نام مستعار ابوالفضل (صاحب فضیلت) را برای خود برگزید. عبدالبهاء بارها او را ابوالفضائل (صاحب فضیلت‌ها) خطاب کرد.

## اوایل زندگی
میرزا ابوالفضل در ماه ژوئن یا ژوئیه ۱۸۴۴ در روستایی نزدیک گلپایگان ایران به دنیا آمد. خانواده او از علمای مذهبی برجسته روستا بودند. پدرش، میرزا محمدرضا شریعتمدار، پیشوای دینی و مادرش شرف النساء با امام جماعت شهر خویشاوندی داشت. ابوالفضل تحصیلات مقدماتی خود را در گلپایگان گذراند و سپس برای ادامه تحصیل به اراک، کربلا و نجف رفت. در سال ۱۸۶۸ برای تحصیل علوم اسلامی در یکی از مدارس دینی شهر اصفهان عازم آنجا شد. یکی از امامان جماعت، سید محمد سلطان العلماء، که از دوستان پدرش بود، اتاقی به او داد. ابوالفضل به مدت سه سال در آنجا ماند و در چندین شاخه علوم اسلامی متبحر شد. پدر ابوالفضل در زمستان ۱۸۷۱ درگذشت و پس از مرگ او، برادران ابوالفضل علیه او دسیسه چیدند و تمام ارث پدرشان را گرفتند.
در اکتبر ۱۸۷۳، میرزا ابوالفضل برای تدریس کلام یا کلام نظری در مدرسه حکیم هاشم، یکی از مدارس دینی شهر، به تهران دعوت شد. در طول مدت اقامتش در آنجا با شرکت در جلسات درس میرزا ابوالحسن جلوه، یکی از شخصیت‌های برجسته در این زمینه، به فراگیری فلسفه، فلسفه عرفانی و عرفان ادامه داد. او همچنین با دو تن از علمای بودایی که آن‌زمان در تهران بودند، دربارهٔ تاریخ دین گفتگو می‌کرد و در کلاس‌های علمی مدرسه نخبگان دارالفنون که توسط امیرکبیر، وزیر اعظم ناصرالدین شاه تأسیس شده بود، شرکت می‌کرد. میرزا ابوالفضل پس از مدت کوتاهی به ریاست مدرسه حکیم هاشم انتخاب شد.

## گرویدن به دیانت بهائی و دستگیری
اولین برخورد میرزا ابوالفضل با بهائیان در اوایل سال ۱۸۷۶ در زمان اقامت وی در تهران بود. ابوالفضل روزی با پارچه‌فروشی بی‌سواد به نام آقا عبدالکریم ملاقات کرد که در مورد مسائل سخت دینی با او گفتگو می‌کرد. با گذشت زمان، ابوالفضل به تیزبینی و ویژگی‌های اخلاقی عبدالکریم پی برد، اما زمانی که سرانجام فهمید عبدالکریم بهائی است و نکاتی که بیان می‌کند، عمدتاً از کتب مقدس بهائی نشأت می‌گیرد مکدر شد. با این وجود ابوالفضل در مورد دیانت بهائی کنجکاو شد و خواستار ملاقات با سایر بهائیان شد. داستانی نیز از مواجهه نعل‌بندی بیسواد که بهائی بود با میرزا ابوالفضل وجود که بر کنجکاوی وی افزود.
در چند ماه بعد، ابوالفضل با برخی از بهائیان برجسته از جمله نبیل اکبر، میرزا اسماعیل ذبیح و آقا میرزا حیدرعلی اردستانی ملاقات کرد. زمانی که در خانه میرزا اسماعیل ذبیح بود، دو اثر از بهاءالله خواند، لوح رئیس و لوح فؤاد پاشا که حاوی پیشگویی‌هایی دربارهٔ سقوط سلطان عبدالعزیز و وزیرش عالی پاشا و از دست دادن آدریانوپل از دست سلطان بود. او اظهار داشت که اگر وقایعی که در آن آثار آمده رخ دهد، به بهاءالله ایمان خواهد آورد.
چند ماه بعد، زمانی که دقیقاً وقایع پیش‌بینی شده در آن آثار رخ داد، میرزا ابوالفضل دیانت بهائی را پذیرفت و در ۲۰ سپتامبر ۱۸۶۷ بهائی شد. ابوالفضل به محض بهائی شدن، شروع به آموزش دین جدید به دیگران کرد و با انتشار اخباری مبنی بر گرویدن به دین جدید، از مدرسه علمیه برکنار شد. او موقعیت جدیدی به عنوان معلم در مدرسه‌ای برای کودکان زرتشتی یافت که توسط مانکچی صاحب، پارسی هندی تأسیس شده بود. در دوران تحصیل وی در مدرسه، تعدادی از زرتشتیان از جمله استاد جوانمرد و ملابهرام اختر خاوری به آئین بهائی گرویدند. او در ده سال بعدی که در تهران گذراند به ترویج دیانت بهائی ادامه داد و به میرزا حسین همدانی کمک کرد تا شرحی از تاریخ ادیان بابی و بهائی را در اثری به اسم «تاریخ جدید» به رشته تحریر درآورد. این اثر به سفارش مانکچی صاحب نگاشته شد. میرزا ابوالفضل در تهران سه بار به زندان افتاد. او اولین بار در دسامبر ۱۸۷۶، پس از آنکه که معلوم شد که به دیانت بهائی گرویده است، به زندان افتاد و پس از پنج ماه آزاد شد.در سال‌های ۱۸۸۲ تا ۱۸۸۳، او به همراه ۵۰ نفر دیگر از بهائیان، به مدت ۱۹ ماه در تهران زندانی شد. این بازداشت به دستور کامران میرزا، حاکم تهران، و به تحریک سید صادق سنگلجی، یکی از روحانیون بانفوذ شهر، انجام شد. سپس در اکتبر ۱۸۸۵ بار دیگر به دستور کامران میرزا شش ماه دیگر زندانی شد.

## سفرها
پس از آزادی از زندان در سال ۱۸۸۳، سفرهای گسترده‌ای را در سرتاسر ایران آغاز کرد، به‌ویژه پس از دریافت نامه‌هایی از بهاءالله در سال ۱۸۸۶ که از او خواسته شده بود برای ترویج آیین بهائی سفر کند. اساساً از طریق نوشته‌های او بود که دیانت بهائی به یهودیان ایران عرضه شد که منجر شد تعداد زیادی از آنها به بهاءالله ایمان بیاورند. در سفرهای خود به ایران از کاشان، اصفهان، یزد و تبریز دیدن کرد. در سال ۱۸۸۸ و سه سال پس از آن به عشق آباد، سمرقند و بخارا سفر کرد. حاجی محمدرضا اصفهانی، یکی از بهائیان سرشناس، در دوران حضور در عشق آباد، ترور شد. ابوالفضل در محاکمه قاتلان سخنگوی بهائیان بود و در تفهیم استقلال آئین بهائی از اسلام به دولت روسیه کمک کرد. در سمرقند، تلاش‌های او باعث شد تا دکتر عطاءالله خان به آئین بهائی بگرود، وی اولین بهائی افغان بود.
ابوالفضل در سال ۱۸۹۴ ده ماه را نزد عبدالبهاء در عکا گذراند سپس به قاهره رفت و چندین سال در آنجا اقامت گزید. تلاش‌های او در مصر باعث شد حدود ۳۰ نفر از دانشجویان دانشگاه الازهر که مهم‌ترین دینی در جهان اسلام سنی است به آئین بهائی بگروند. ابوالفضل با نویسندگان و ناشران مجلات نیز دوست شد و مقالات زیادی در مطبوعات مصر نوشت. در سال ۱۸۹۶، زمانی که ناصرالدین شاه در ایران ترور شد، زعیم الدوله، دشمن بهائیان، از شایعه ترور به دست بهائیان استفاده کرد تا بهائیان مصر را قتل‌عام کند. هنگامی که ابوالفضل به دفاع از بهائیان برخاست و اظهار داشت که خود او بهائی است، بهائی بودن وی علنی شد. بعد از آنکه دو کتاب او فرائد و الدرر البهیة در سالهای ۱۸۹۷–۱۹۰۰ منتشر شد، دانشگاه الازهر حکم به کفر ابوالفضل داد.
بین سالهای ۱۹۰۰ و ۱۹۰۴ او به درخواست عبدالبهاء به پاریس و ایالات متحده سفر کرد، جایی که گفتگوها و نوشته‌های او به جوامع نوپای بهائی امکان داد تا اعتماد به نفس و درک روشنی از دین بهائی پیدا کنند. در طول سفر، لورا کلیفورد بارنی، یک بهائی آمریکایی، او را همراهی می‌کرد. در پاریس سخنرانی‌های او توسط آنتون حداد ترجمه شد و بیش از ۳۰ نفر بهائی شدند. سپس در پاییز ۱۹۰۱ به ایالات متحده و به ویژه به شیکاگو، جایی که بزرگ‌ترین جامعه بهائی بود، سفر کرد و تعداد زیادی سخنرانی کرد. سپس در دسامبر ۱۹۰۱، ابوالفضل به واشینگتن دی سی سفر کرد و با بهائیان و عموم مردم گفتگو کرد. او همچنین در این مدت به‌طور مداوم بر روی یک کتاب مقدماتی دربارهٔ دیانت بهائی کار کرد.
ابوالفضل سپس به مدرسه بهائی گرین ایکر در الیوتِ مین سفر کرد و در ژوئیه و اوت ۱۹۰۳ در آنجا ماند و برای حضار بهائی سخنرانی کرد. در سال ۱۹۰۴، عبدالبهاء از ابوالفضل خواست که به خاورمیانه بازگردد، و بهائیان در ۲۹ نوامبر ۱۹۰۴ اجتماع بزرگ خداحافظی را برای او در شهر نیویورک برگزار کردند

## سالهای بعد
میرزا ابوالفضل بیشتر سالهای آخر عمر خود را تا زمان مرگش در ۲۱ ژانویه ۱۹۱۴ در قاهره گذراند. در سالهای پایانی زندگی، از بیروت و حیفا دیدن کرد. هنگامی که عبدالبهاء در اوت ۱۹۱۰ از مصر دیدن کرد، ابوالفضل در مصر بود و در اواسط سال ۱۹۱۱ در نزدیکی عبدالبهاء در اسکندریه اقامت گزید. در اواخر سال ۱۹۱۲، ابوالفضل بیمار شد و آقا محمدتقی اصفهانی توانست ابوالفضل را به خانه خود در قاهره منتقل کند و تا زمان مرگش در ۲۱ ژانویه ۱۹۱۴ در آنجا ماند
به گفته موژان مؤمن نوشته‌های ابوالفضل درکی دقیق از جریان‌های فکری مدرن را نشان می‌دهد که در مردی که فقط به زبان‌های شرقی آشنایی داشت، قابل توجه است. وی توانست تعالیم بهائی را در طیف وسیعی از مسائل مختلف به کار گیرد.

## به عنوان یک نویسنده
میرزا ابوالفضل در مورد طیف وسیعی از موضوعات بهائی، از جمله مطالب فراوانی در مورد دلایل رسالت بهاءالله نوشت. او پیوسته مورد ستایش شخصیت‌های مرکزی دیانت بهائی و شوقی افندی قرار گرفت. مقالات و نامه‌های او طیف گسترده‌ای را از ارائه دیانت بهائی برای کسانی که دارای پیشینه مسیحی و یهودی هستند، شامل می‌شود. پس از وفات وی، اوراق او، از جمله چندین اثر ناتمام، به عشق آباد، محل زندگی برادرزاده اش برده شد. با این حال، بسیاری از این اسناد در طول انقلاب روسیه گم شدند.

## آثار
- فراید (جواهرات بی‌همتا): کتابی که در سال ۱۸۹۸ در پاسخ به حمله به کتاب ایقان نوشته شد و در قاهره منتشر شد. این اثر عموماً به عنوان بزرگ‌ترین اثر فارسی میرزا ابوالفضل شناخته می‌شود.
- الدرر البهیة (مرواریدهای درخشان): این مجموعه در سال ۱۹۰۰ منتشر شد و مجموعه ای از مقالات در مورد تاریخ دیانت بهائی است. از آنجایی که به زبان عربی نوشته شده بود، مسئول شناخته شدن بهائیان در مصر بود. این اثر توسط بعدها ترجمه شد.
- برهان لامع: این مقاله که به همراه ترجمه انگلیسی در سال ۱۹۱۲ در شیکاگو منتشر شد، به سؤالات یک روحانی مسیحی پاسخ می‌دهد.
- شرح آیات: این اثر که در سال ۱۸۸۸ نوشته شده است، تاریخ پیشگویی‌های ظهور موعود در متون مقدس اسلام، مسیحیت، یهودیت و زرتشتی را مورد بحث قرار می‌دهد.
- رساله ایوبیه: در سال ۱۸۸۷ در مورد پیشگویی‌های مربوط به موعود در تورات نوشته شده است.
- فصل الخطاب: کتاب بزرگی که در سال ۱۸۹۲ در سمرقند نوشته شده است. در میان موضوعات خود، روایات شیعه در مورد آزار و اذیت موعود را مورد بحث قرار می‌دهد. این کتاب در پاسخ به حمله یک روحانی شیعه در ادربایجان نوشته شده است. هیچ نسخه شناخته شده‌ای از اثر وجود ندارد.
- رسالیه اسکندرانیه: این مقاله که همراه با الدرر البهیة منتشر شده است، دلایلی برای نبوت محمد از کتاب مقدس مسیحی و یهودی ارائه می‌دهد.
- کتاب ابرار: در حالی که در حال حاضر هیچ نسخه خطی از این کتاب موجود نیست، در سایر آثار ابوالفضل به آن اشاره شده و به نظر می‌رسد که به عهد و میثاق در آئین بهائی پرداخته است.
- الحجج البهائیه: کتابی است که در زمان اقامت در ایالات متحده نوشته شده و به توضیح و دفاع از دیانت بهائی از دیدگاه مسیحیت می‌پردازد.
- مجموعه رسائل حضرت ابوالفضل: در سال ۱۹۲۰ در قاهره منتشر شد و شامل ۱۶ نامه و رساله است.
- رسائل و رقائم: در سال ۱۹۷۷ در تهران به زبان فارسی منتشر شد و شامل ۲۳ رساله و ۵۹ نامه است.
- رساله ای در مورد نسب بهاءالله که به آخرین پادشاه ساسانی یزدگرد سوم می‌رسد. بخشی از این متن توسط ح.م. بالیوزی ترجمه و در کتاب بهائیان برجسته زمان بهاءالله منتشر شده است.[۴]

## یادداشت
1. 1 2 3 4 5 6 7 8 9 10 11 12 13  Momen, Moojan (2002-03-04). "Abu'l-Faḍl Gulpaygani, Mirza". Archived from the original on 2008-05-13. Retrieved 2007-02-19.
2. ↑  Smith, Peter (2000), "Mírzá Abu'l-Faḍl Gulpáygání, Mírzá Muḥammad", A concise encyclopedia of the Baháʼí Faith, Oxford: Oneworld Publications: 22–23, ISBN 1-85168-184-1.
3. ↑  (Taherzadeh 1984)
4. ↑  Balyuzi, H.M. (1985), Eminent Baháʼís in the time of Baháʼu'lláh (PDF), Oxford, UK: George Ronald, pp. 309–312, ISBN 0-85398-152-3, archived from the original (PDF) on 16 April 2020, retrieved 2 November 2023